# Токепала
Пещера Токепала (исп. Cueva de Toquepala) находится в департаменте Такна на юге Перу. Глубина составляет 10 метров, ширина - 5 метров и высота - 3 метра. На стенах пещеры встречаются наскальные рисунки, на которых представлены сцены охоты, изображающие охотников, загоняющих и убивающих группу гуанако.
Рисунки выполнены красками красного, жёлтого, зелёного и чёрного цветов. По мнению искусствоведа Хохре Муэлье (Jorge Muelle), рисунки играли ритуальную роль — они должны были обеспечить удачную охоту. Рисунки датируются методом радиоуглеродного анализа примерно 7600 до н. э. Древнейшие изображения были созданы 11,5 тыс. лет назад — это самые ранние произведения искусства, обнаруженные в Америке.